# Circuito di Grottarossa
Il circuito di Grottarossa fu un circuito ciclistico temporaneo di Roma utilizzato per la corsa in linea ai Giochi della XVII Olimpiade.

## Storia
Il circuito venne utilizzato per la corsa in linea maschile di ciclismo su strada ai Giochi della XVII Olimpiade, il 30 agosto 1960. La gara venne vinta dal sovietico Viktor Kapitonov che batté in volata l'italiano Livio Trapè.

## Descrizione
Il circuito utilizzava le strade pubbliche della periferia nord di Roma, partendo dalla via Flaminia, per poi immettersi sulla via di Grottarossa, e ritornare al punto di partenza lungo la via Cassia. Nei primi 6 chilometri era collocata una ripida salita con alcuni tornanti mentre i successivi 2,5 km erano solo leggermente in salita. Un giro sul circuito di Grottarossa era lungo 14,615 chilometri e veniva ripetuto per dodici volte.
Nella zona del traguardo furono allestiti ampie tribune con una capacità di 8.000 posti riservati per il pubblico mentre la stampa ebbe la possibilità di utilizzare venti cabine telefoniche, di cui 10 per chiamate interurbane. I box degli atleti, uno per ogni nazione partecipante, erano allineati con la partenza e l'arrivo e furono dotati dei servizi vari di fornitura e ricambi. Inoltre al traguardo venne installata una piattaforma su due livelli predisposta per i media e i servizi dell'organizzazione dell'evento (fotofinish, televisione, fotografi, ecc.).
A scopo precauzionale, i luoghi più pericolosi del circuito furono protetti con fasce, e questo valeva anche per le zone di rifornimento.